# Дентин

Дентин (dentinum, лат. dens, dentis — зуб) — мезенхімальна клітинна мінералізована центральна тканина зуба, що знаходиться під зубною емаллю та оточує пульпу, один із основних компонентів зуба. Зазвичай він покритий емаллю на коронці та цементом на корені та оточує всю пульпу. Складається з мінералу гідроксиапатиту, пронизаного дентинними канальцями й колагеновими волокнами.
Мінеральна частина дентину складає близько 70 % маси, 20 % приходиться на органічний матрикс, а 10 % — на воду. Утім за об'ємом співвідношення 40-45 %, 30 % і 20-25 % відповідно. Основними клітинами дентину є одонтобласти.

## Розвиток
До моменту формування зубної емалі починається процес формування дентину, відомий як дентиногенез, і цей процес триває протягом усього життя людини, навіть після того, як зуб повністю розвинувся. Такі проблеми, як карієс і зношування зубів, також можуть ініціювати формування дентину. 

## Структура
У дентині виділяють зовнішні шари та внутрішні навколопульпарні шари. Зовнішні шари досить тонкі, складають 15-30 мкм у товщину. Вони відрізняються біля коронки зуба та біля кореня. Зовнішній шар дентину біля кореня розділяють на гранулярний шар Томза, який прилягає до цементу, та гіаліновий шар Гопвелла-Сміта.
Товщина шару дентину коливається від 2 до 6 мм. Твердість дентину досягає 58,9 кг/мм².

## Білковий склад
До складу органічного матриксу дентину входить низка білків, зокрема:
- колаген I типу
- декорин
- біглікан
- люмікан
- фібромодулін
- DSPP
- Кістковий сіалопротеїн
- SPP1
- MEPE
- SPARC

## Типи
Дентин поділяють на три види: первинний, вторинний і третинний.  Вторинний дентин — це шар дентину, який утворюється після того, як корінь зуба повністю сформувався. Третинний дентин розвивається в результаті подразника, такого як каріозне ураження або знос.

### Первинний дентин
Первинний дентин , найбільш помітний дентин у зубі, лежить між емаллю та камерою пульпи (біля дентиноемалевого з’єднання). Зовнішній шар, найближчий до емалі, відомий як мантійний дентин.Мантійний дентин утворюється щойно диференційованими клітинами одонтобластами і утворює шар 15-20 мікрометрів (мкм) завширшки. На відміну від первинного дентину, мантійний дентин позбавлений фосфорилювання, має нещільно упаковані колагенові фібрили та менш мінералізований. Нижче лежить циркумпульпний дентин, більш мінералізований дентин, який становить більшу частину дентинного шару і виділяється одонтобластами після мантійного дентину. Циркумпульпний дентин формується до завершення формування кореня.
Щойно виділений дентин є немінералізованим і називається предентином. Його легко ідентифікувати в зрізах, пофарбованих гематоксиліном і еозином, оскільки він забарвлюється менш інтенсивно, ніж дентин. Зазвичай він становить 10-47 мкм і вистилає внутрішню частину дентину. Він немінералізований і складається з колагену, глікопротеїнів і протеогліканів. Він подібний до остеоїду в кістці і є найбільш товстим, коли відбувається дентиногенез.

### Вторинний дентин
Вторинний дентин (адвентивний дентин) утворюється після завершення формування кореня, як правило, після того, як зуб прорізався і функціонував. Він росте набагато повільніше, ніж первинний дентин, але зберігає свою здатність до поступового а росту. Він має структуру, подібну до первинного дентину, хоча його відкладення не завжди відбувається рівномірно навколо пульпової камери. Він з’являється у більшій кількості зверху та дні коронкової камери пульпи, де він захищає пульпу від впливу на старі зуби. Вторинний дентин утворюється не у відповідь на будь-які зовнішні подразники, і він виглядає дуже схожим на первинний дентин. Саме зростання цього дентину зумовлює зменшення розмірів пульпової камери з віком. Це клінічно відомо як рецесія пульпи; препарування порожнини у молодих пацієнтів, таким чином, несе більший ризик оголення пульпи. Якщо це станеться, пульпу можна лікувати різними методами лікування, такими як пряме укриття пульпи. Раніше вважалося, що закупорка пульпи була найбільш успішною, якщо після неї була встановлена коронка з нержавіючої сталі, однак ця процедура найчастіше непотрібна дітям. Це вимагає непотрібного видалення емалі, яка є ключовою для життя зуба. Адгезивна стоматологія дозволяє використовувати консервативні методи реставрації, які мінімізують втрату структури зуба, і їх слід використовувати. Щоб зберегти простір у молочному зубі, намагаються не видаляти оголення пульпи.

### Третинний дентин
Третинний дентин – це дентин, який утворюється в результаті зовнішньої стимуляції, наприклад карієсу та зношування.  Він буває двох типів: або реакційний, коли дентин утворюється з уже існуючого одонтобласта, або репаративний, коли новодиференційовані клітини, подібні до одонтобластів, утворюються внаслідок загибелі вихідних одонтобластів із клітин-попередників пульпи. Третинний дентин утворюється лише одонтобластом, на який безпосередньо впливає подразник; отже, архітектура та структура залежать від інтенсивності та тривалості подразника, наприклад, якщо подразником є карієс, відбувається велике руйнування дентину та пошкодження пульпи внаслідок диференціації бактеріальних метаболітів і токсинів. Таким чином, третинний дентин швидко відкладається з рідкісним і неправильним трубчастим малюнком і деякими клітинними включеннями; в цьому випадку він називається «остеодентин». Остеодентин спостерігається при дефіциті вітаміну А під час розвитку. Однак, якщо подразник менш активний, він закладається менш швидко з більш регулярним трубчастим малюнком і майже без клітинних включень. Швидкість, з якою формується третинний дентин, також суттєво відрізняється серед видів приматів. 

## Дентин тварин
Слонова кістка - твердий дентин. Структура дентинних канальців сприяє як його пористості  так і його еластичності. Бивні слона утворені тонким шаром емалі, який незабаром стирається, залишаючи дентин відкритим. Оголений дентин у людей викликає симптом чутливих зубів. Дентин найбільш відомий тим, що він зустрічається в зубах, але у ранніх хребетних він був важливою частиною дермального скелета, який покривав більшу частину тіла,   і він зберігся сьогодні в кількох таксонах, таких як Целакантоподібні.
Матеріал, подібний до дентину, утворює твердий матеріал, який утворює шкірні зуби в акул та інших хрящових риб.